# Hamilton (Kansas)
Hamilton es una ciudad ubicada en el de condado de Greenwood en el estado estadounidense de Kansas. En el año 2010 tenía una población de 268 habitantes y una densidad poblacional de 335 personas por km².

## Geografía
Hamilton se encuentra ubicada en las coordenadas 37°58′52″N 96°9′45″O / 37.98111, -96.16250 (37.981244, -96.162605).

## Demografía
Según la Oficina del Censo en 2000 los ingresos medios por hogar en la localidad eran de $30,781 y los ingresos medios por familia eran $36,250. Los hombres tenían unos ingresos medios de $25,375 frente a los $21,696 para las mujeres. La renta per cápita para la localidad era de $13,129. Alrededor del 15.9% de la población estaban por debajo del umbral de pobreza.